# Gare de Limoges-Montjovis
Gare de Limoges-Montjovis vasútállomás Franciaországban, Limoges településen.

## Vasútvonalak
Az állomást az alábbi vasútvonalak érintik:
- Limoges-Bénédictins-Angoulême-vasútvonal

## Kapcsolódó állomások
A vasútállomáshoz az alábbi állomások vannak a legközelebb:
- Gare d’Aixe-sur-Vienne
- Gare de Limoges-Bénédictins